# Lobelia vagans
Lobelia vagans är en klockväxtart som beskrevs av Isaac Bayley Balfour. Lobelia vagans ingår i släktet lobelior, och familjen klockväxter.
Artens utbredningsområde är Rodrigues. Inga underarter finns listade i Catalogue of Life.